# Stockport
Stockport è la sede del borgo metropolitano di Stockport, nella Grande Manchester, Inghilterra.
Si trova su di un altopiano alla confluenza dei fiumi Goyt e Tame nel fiume Mersey, ad 11 km a sud-est di Manchester. La sua popolazione è di 136 082 abitanti sui 281 000 circa del distretto che porta il suo nome.

## Storia
Stockport fu menzionata per la prima volta in un documento del 1282. Durante la guerra civile inglese parteggiò per i parlamentaristi. A partire dal XVII secolo Stockport diventò un centro manifatturiero basato sulla tessitura della seta e alla produzione di cappelli di feltro. La presenza dei fiumi Goyt e Tame favorì poi l'apertura di numerosi filatoi, alimentati anche grazie a gallerie sotterranee. Nel 1732 fu aperto il primo filatoio e già nel 1769 risultavano impiegate nelle varie industrie circa 2000 persone.
Nel 1797 venne raggiunta dalla locale rete di canali navigabili. Nei decenni successivi, con il boom dell'industria tessile Stockport passò dall'essere un piccolo villaggio del Cheshire ad una cittadina della periferia di Manchester. Negli anni venti del XIX secolo la manifattura di cappelli venne meccanicizzata, aumentando così la produzione e la manodopera impiegata. Nel 1839 Stockport fu raggiunta dalla ferrovia Manchester-Birmingham. Nei decenni successivi accanto alla filatura del cotone, sorse un importante indotto legato alla manifattura dei cappelli, come ad esempio le pelletterie, le rifiniture e le tintorie. La città si affermò in quel periodo come una delle capitali britanniche del cappello. Nel 1844 Friedrich Engels annotò come Stockport fosse "uno dei buchi più bui e fumosi dell'intera regione industriale".
Agli inizi del XX secolo aprirono in città anche altre industrie, come fonderie e fabbriche metalmeccaniche. Il crollo delle esportazioni nel primo dopoguerra, la Grande depressione e i cambiamenti della moda, fecero crollare la locale manifattura di cappelli che, ancora nel 1932 impiegava oltre 3000 persone. In questo periodo l'economia cittadina iniziò una fase di riorganizzazione e trasformazione, cercando di ridurre la sua dipendenza da un settore, quello del tessile, entrato oramai in una fase di inarrestabile declino. Nel 1967 un C4-Argonaut della British Midland International, mentre tentava di atterrare all'aeroporto di Manchester si schiantò nella periferia della città. Nel disastro perirono complessivamente 72 passeggeri.
Nel 1966 alcuni produttori di cappelli della zona si unirono nella Associated British Hat Manufacturers.
Le ultime due manifatture di cappelli rimaste a Stockport e dintorni, Wilson & Sons e Christy & Co, chiusero rispettivamente nel 1980 e nel 1997. Questo evento segnò la fine di un'industria vecchia di oltre quattrocento anni.

## Cultura

### Istruzione

#### Musei
- Hat Works, un museo dedicato alla produzione dei cappelli.
- La città ha dato anche i natali a Leyland Kirby, il celebre compositore britannico

## Infrastrutture e trasporti

### Strade
La principale via d'accesso è l'autostrada M60, che circonda gran parte dell'area metropolitana di Manchester.

### Ferrovie
La stazione di Stockport, aperta al traffico nel 1843, è situata lungo la West Coast Main Line, a 13 km a sud-est di Manchester Piccadilly. È gestita dalla compagnia Avanti West Coast.

## Sport

### Calcio
Lo Stockport County Football Club è la principale squadra di calcio della località. Fondata nel 1883, gioca le sue partite interne nell'Edgeley Park e milita attualmente nella Football League One, il terzo livello del calcio inglese.

## Amministrazione

### Gemellaggi
- Béziers, dal 1972
- Heilbronn, dal 1982
- Dodge City, dal 2002